# Liliana Díaz Mindurry
Liliana Díaz Mindurry (1953, Buenos Aires, Argentina) es una escritora, abogada, poeta argentina. En 1998 fue ganadora del premio Planeta de novela con Eine kleine nachtmusik (Pequeña música nocturna).

## Trayectoria
Se recibió de abogada en la Universidad de Buenos Aires, donde enseñó, entre 1973 y 1974, filosofía del derecho. Durante la dictadura militar, se vio obligada a huir a Francia; donde permaneció durante ocho años, hasta la restauración de la democracia en Argentina. Desde entonces, se ha dedicado exclusivamente a la escritura. Dirigió los grupos literarios "Malos Ayres" y "Zahir".
Desde 1984, ha coordinado talleres literarios, en diversas instituciones. Desde mediados de 1980 publica de manera habitual apoyada en una narrativa personal de fuerte tono poético.
Su obra se ha traducido al alemán, francés, inglés y griego. Algunos de sus poemas han sido publicados en Medellín, París y Salzburgo.
Desde 2015 reside entre Buenos Aires y Madrid.

## Honores

### Premios
- Faja de honor 1989 y 1992, de la Sociedad Argentina de Escritores
- Premio Centro Cultural de México, en 1993
- Primer Premio Municipal de Buenos Aires, en 1991
- Primer Premio, Embajada de Grecia, en 1990
- Premio Fundación Antorchas, en 1991
- Premio Espectador de Bogotá, en 1994
- Primer Premio, Fondo Nacional de las Artes, en 1994
- Premio Planeta de novela, 1998

## Obras
- Buenos Aires, ciudad de la magia y de la muerte (1985)
- La resurrección de Zagreus (1988)
- La estancia del sur (1990)
- Sinfonía en llamas (1990)
- Paraíso en tinieblas (1991)
- En el fin de las palabras (1992)
- A cierta hora (1993)
- Retratos de infelices (1993)
- Wonderland (1993)
- Lo extraño (1994)
- Último tango en Malos Ayres (1998)
- Lo indecible (1998)
- Pequeña música nocturna (1998 y reedición española de 2015)
- Summertime (2000)
- Hace miedo aquí (2005 y reedición española de 2018)
- Resplandor final (2011)
- La voz múltiple y otros ensayos (2012)
- La maldición de la literatura (2012 y reedición española de 2016)
- Armar un cuento (2013, en coautoría con Laura Massolo)
- Cazadores en la nieve (2014)
- El que lee mis palabras está inventándolas (2014)
- Perro ladrando a la luna (2015)
- Cita en la espesura (2016)
- Poesía completa 1990-2017 (2017)
- Hamlet en la azotea (2019)
- La dicha (2019)
- Guernica (2020)
- Lo prohibido (2022)
- La mansa brutalidad del mundo (2022)
- Conversación entre dos patios. Apuntes breves sobre la obra poética de Santiago Sylvester (2024)

## Ensayos sobre sus obras
- La reformulación de la identidad genérica en la narrativa de mujeres argentinas de fin del siglo XX de Holmfridur Gardarsdottir - Editorial Corregidor. Buenos Aires. 2005[3]
- Las formas de lo irreal en la cuentística de seis escritoras argentinas contemporáneas: Luisa Axpe, Liliana Díaz Mindurry, Fernanda García Curten, Paola Kaufmann, Mariana Enriquez, Samanta Schweblin de Paula Garrido. University of Cincinnati. 2014[4]
- El universo memorable de Liliana Díaz Mindurry de Rosa Tezanos-Pinto. Indiana University - Purdue University Indianapolis. 2015[5]